# Lupinus notabilis
Lupinus notabilis är en ärtväxtart som beskrevs av Charles Piper Smith. Lupinus notabilis ingår i släktet lupiner, och familjen ärtväxter. Inga underarter finns listade i Catalogue of Life.